# Srđan Marjanović
Srđan Marjanović (Banja Luka, 1952) srpski je kantautor i gitarista, jugoslovenska zvezda rok muzike i dobitnik značajnih nagrada.
Godine 1961. preselio se u Beograd gde je počeo da se interesuje za rok muziku. Svirao je u grupama Svitci, Usamljeni i Gru, a 1971. odlazi u Švedsku i u klubovima, uz akustičnu gitaru i usnu harmoniku, svira repertoar Donovana i Dilana. U Beograd se vraća krajem 1972. godine i započinje karijeru kao akustičar. U to vreme nastupa u predstavi “Isus Hristos superstar“ Ateljea 212 gde glumi jednog od sveštenika. Na omladinskom festivalu u Subotici 1973. godine se pojavljuje sa pesmom “Tražim“ i dobija prvu nagradu žirija i nagradu za najbolju interpretaciju. Svoje pesme redovno objavljuje na singlovima, a prate ga basista Dušan Ćučuz i bubnjar Miša Lončar Žorž. Po prestanku rada sa njima nastupa sa grupom SOS, a povremeno im se priključuje klavijaturista Đorđe Petrović. Čest je i na koncertima YU grupe gde nastupa kao gost. U Beogradu je svirao ispred sastava Soft Machine. Srđan Marjanović dugi niz godina intenzivno sarađuje sa novinarom i promoterom u beogradskoj kulturi Nikolom Radanovićem, sa kojim je mnogo puta predstavljao aktuelna književna dela i solističke koncerte u prestonici Srbije.

## Diskografija

### Studijski albumi
- Srđan Marjanović i prijatelji (1974)
- Imaš kod mene veliki plus (1980)
- Uvek ima neki đavo (1980)
- Ne kači se za mene (1981)
- Senti-Menti (1982)
- Ne pucaj na plavog anđela (1983)
- Lopov! (1984)
- Sam (1986)
- Ako jednom puknem ja (1989)
- Priznaću sve (1995)
- Melanholik (2001)
- Jednoj jedinoj (2004)

### Kompilacije
- Nežno 1974. — 1998. (1998)
- Poslednji album (2010)

### Singlovi
- "Moja mala" / "Tražim" (1973)
- "Prvi put sretni" / "U čemu je stvar" (1973)
- "Dolaze mladi" / "Pustite me da sanjam" (1973)
- "Ja te volim ljubavi" / "Vau vau" (1974)
- "Pesma sreće" / "Idi" (1975)
- "Mala Maja" / "Leptir" (1976)
- "Tvoja mašina" / "Ne ostavljaj me sad" (1976)
- "Zeleni poljubac" / "Da li spavaš" (1978)

## Festivali
- Moja mala, '73

Zagreb:
- Prvi put sretni, '73
- Već dugo te nema (Veče šansona), '76
- Na trgu ispod sata, '77

Omladina, Subotica:
- Tražim, prva nagrada stručnog žirija i nagrada za najbolju interpretaciju, '73
- Mi smo jedno drugom uvek govorili vi, povodom 50-o godišnjice subotičkog festivala mladih, 2011

Opatija:
- Ja te volim ljubavi, '74

 Jugoslovenski izbor za Evrosong:
- Ti me nazovi (sa grupom Puma), četvrto mesto, Beograd '81
- Poljubi me, jedanaesto mesto, Ljubljana '82
- Još jedan poljubac za kraj (duet sa Biljom Krstić), sedmo mesto, Novi Sad '89

MESAM:
- Vreme leči sve, '85
- Nikad te niko nije kao ja, '88
- Kako da slažem da mi nije žao nas, '89
- Kad sreća zakuca na moja vrata, '94

Makfest, Štip:
- Foto šminka, '87

Pjesma Mediterana, Budva:
- Ne kači se za mene, '95

Slovenska popevka, Ljubljana:
- Ko te pita (duet sa Tomažom Domiceljom), 2009

Proleće u Beogradu:
- Ona je jedna jedina, treće mesto, 2014

Beovizija:
- Bar da znam (duet sa Emilom Fetahovićem), 2018

Ohrid Fest:
- Peščani sat (Veče pop muzike, duet sa Majom Odžakiljevskom), 2020
- Nisam ti baš sve rekao (Veče pop muzike), nagrada za najbolji tekst, 2021

Festival Kantarion (Autori pevaju i sviraju), Zagreb:
- Mi smo jedno drugom govorili Vi, nagrada za celokupan doprinos muzici, 2024
- Dragstor, 2025

## Literatura
- Janjatović, Petar (2007). EX YU ROCK enciklopedija 1960-2006. Beograd: Čigoja štampa. ISBN 978-86-905317-1-4.

## Spoljašnje veze
- Zvanični sajt
- Srđan Marjanović na sajtu Discogs